# Beechcraft XA-38 Grizzly
Le Beechcraft XA-38 Grizzly est un avion bimoteur d’attaque au sol et de bombardement léger. Extrêmement puissant, cet appareil arrive trop tard pour participer à la phase finale de la Seconde Guerre mondiale, deux prototypes seulement étant achevés.

## Origine et développement
En 1942 le bureau d’études Beechcraft travaille déjà sur un projet de bombardier d’assaut, alors baptisé Model 28 Destroyer, en puisant dans l’expérience acquise avec le Beech 18, quand l’USAAF annonce qu’elle recherche un bimoteur d’assaut, lourdement armé, devant succéder au Douglas A-20 Havoc et destiné à détruire des positions d’artillerie fortifiées, des blindés ou des navires de défense côtière. L’appareil doit être très maniable et pouvoir résister aux tirs adverses. Deux prototypes, désignés « XA-38-BH », sont commandés à Beechcraft le 2 décembre 1942 (Contrat AC33348), en concurrence avec le Hughes XA-37. Le développement de l’appareil est confiée à Bill Cassidy, assisté de Jess Vint et Alex Odevseff (armement), Gus Ericson (voilure), Bill Irig (commandes de vol),  Mervin Meyers (circuits hydrauliques), Noel Naidenoff (motorisation) et Ralph Harmon (atterrisseur).

## Description
Le Model 28 Grizzly est un monoplan entièrement métallique à aile médiane cantilever, empennage bidérive et train d’atterrissage escamotable. Une des particularités de l’appareil est l’utilisation de rivets à tête noyée pour tenir le revêtement, dont les tôles sont assemblées bord à bord, donnant à l’appareil un aspect très lisse. 
La voilure a une structure bilongeron. Trapézoïdale en plan avec des extrémités arrondies, elle a une flèche de bord de fuite plus prononcée que celle du bord d’attaque et présentait un allongement de 7,19 pour un dièdre positif de 5°. Le profil retenu est de la famille NACA23000, garantissant à la fois une vitesse de pointe élevée et une vitesse d’atterrissage faible. La moitié du bord de fuite est occupé par des ailerons encastrés, l’aileron gauche comportant un trim-tab ajustable en vol. Entre les ailerons et le fuselage des volets à fente peuvent se braquer à 45°. Au bord d’attaque on trouve de part et d’autre des moteurs les prises d’air assurant le refroidissement du circuit d’huile. Suspendues sous la voilure, les nacelles-moteur reçoivent à l’avant des groupes 18 cylindres en double étoile de 2 300 ch entrainant des hélices tripales Hamilton Standard 33E60 à vitesse constante de 4,32 m de diamètre. Ces moteurs, des Wright Duplex Cyclone GR-3350-43, équipés de compresseurs à deux vitesses, ont été développés pour les bombardiers stratégiques. Ils sont carénés par des capots NACA. La voilure reçoit également 4 réservoirs auto-obturant d’une capacité totale de 2 422 litres. Quatre points externes (deux entre le fuselage et les moteurs, deux à l’extérieur des moteurs) permettent d’accrocher sous la voilure des bidons supplémentaires ou toute une variété de charges offensives, torpilles comprises. 
Le fuselage est de construction semi-monocoque et reçoit la totalité de l’armement fixe. Montée sur charnière pour faciliter la maintenance la pointe avant loge un canon de 75 mm T15E1 dont le poids a été réduit à 516 kg. Il est alimenté par un chargeur automatique Type T-13 délivrant 20 obus de 6,8 kg avec un intervalle de 1,2 seconde entre chaque coup. À la base du fuselage on trouve également 2 mitrailleuses de 12,7 mm fixes. Ces armes sont mises en œuvre par le pilote, qui n’a qu’à pointer l’axe de l’appareil en direction de la cible, mais dispose tout de même d’un viseur à miroir N-6. Derrière le pilote sont placés deux réservoirs auto-obturant d’une capacité totale de 681 litres. On trouve ensuite deux tourelles télécommandées General Electric, armées chacune de deux mitrailleuses Browning M2 de 12,7 mm (500 coups par arme), situées au-dessus et au-dessous du fuselage. La tourelle dorsale est commandée par un mitrailleur, installé dans un poste vitré situé derrière celle-ci et accessible par une trappe ventrale, la tourelle ventrale peut être commandée soit par le pilote soit par le mitrailleur arrière. Posé sur l’arrière du fuselage, l’empennage bidérive est emprunté au Beech 18.
Le train d'atterrissage est classique. Les deux jambes principales, amorties oléo-pneumatiquement, supportent des roues montées en porte à faux, équipées de freins à commande hydraulique. Elles se relèvent vers l’arrière, venant se loger à la base des fuseaux moteurs. La roulette arrière, orientable, est également escamotable et l’ensemble calculé pour supporter les opérations depuis des terrains sommairement aménagés.

## Un avion arrivé trop tard
Rebaptisé Grizzly durant son développement, le premier XA-38-BH (numéro de série 43-14406) effectue son premier vol le 7 mai 1944 avec Vern L. Carstens aux commandes et fait rapidement démonstration de sa puissance : chronométré à 604 km/h, il distance facilement le P-51B utilisé comme avion d’accompagnement. Cet appareil, sur lequel les tourelles ne sont pas installées, mais remplacés par des carénages en imitant la forme (AJ Pelletier p.89). Après essais du canon de 75 sur le polygone de Great Bend le 1er juillet 1945, le prototype est remis à l’USAAF à Wright Field le 7 juillet 1945 pour y subir des essais officiels. 38 vols sont réalisés entre le 13 et le 24 octobre à Eglin Field, en Floride, par le Cpt Jack Williams, confirmant la maniabilité du bimoteur et sa puissance de feu. 
Le second prototype (serial 43-14407) prend l’air à son tour, toujours piloté par Vern L. Carstens, le 22 septembre 1945. Malheureusement pour Beech la guerre venait de se terminer, mais il est de toute façon peu probable que le Grizzly ait été produit en série, les moteurs R-3350 étant réservés au bombardier B-29. Le sort réservé à ces deux prototype est mal connu. Il est certain qu’un exemplaire ait été transféré à Davis-Monthan AFB, Arizona, en 1948, ou il devait être stocké en attendant d’être pris en charge par l’Air Force Museum mais on en perd ensuite la trace. Le second a simplement été démoli.